# Grijze snijdervogel
De grijze snijdervogel (Orthotomus ruficeps) is een snijdervogel uit de familie Cisticolidae die voorkomt in de Indische Archipel.

## Taxonomie
De vogel werd in 1830 door de Franse natuuronderzoeker René Primevère Lesson geldig beschreven als vogel afkomstig uit Australië ("Nouvelle-Hollande"). Twee jaar later corrigeerde hij dat, want het museumexemplaar was afkomstig van het eiland Java.

## Kenmerken
De grijze snijdervogel is een klein vogeltje (11 cm lang), vaak te zien met een opgewipte staart. Van boven is hij donkergrijs; de vogel verschilt van andere snijdervogels door zijn lichtgrijze borst en geheel roodbruine kop. De staart is van boven donkergrijs met witte stippen op de uiteinden. De onderstaartdekveren en anaalstreek zijn vuilwit.

## Verspreiding en leefgebied
De grijze snijdervogel komt voor in het zuidoosten van Azië. Het is een vrij algemene soort waarvan de habitat een beetje overlap vertoont met dat van de roodstaartsnijdervogel. De grijze snijdervogel heeft echter meer de voorkeur voor bosgebieden en mangrove, terwijl de roodstaartsnijdervogel ook agrarisch gebied bewoont.
Er zijn  negen ondersoorten:
- O. r. cineraceus: Malakka, Sumatra, Banka en Billiton.
- O. r. germaini: zuidelijk Vietnam en zuidoostelijk Cambodja.
- O. r. baeus: Nias en Pagai.
- O. r. concinnus: Siberut en Sipura.
- O. r. ruficeps: Java.
- O. r. palliolatus: Karimunjawa en Kangean.
- O. r. baweanus: Bawean.
- O. r. borneoensis: Borneo.
- O. r. cagayanensis: Cagayan Sulu.

## Status
De grijze snijdervogel heeft een groot verspreidingsgebied en daardoor alleen al is de kans op uitsterven uiterst gering. De grootte van de populatie is niet gekwantificeerd. Er is geen aanleiding te veronderstellen dat de soort in aantal achteruit gaat. Om die redenen staat deze snijdervogel als niet bedreigd op de Rode Lijst van de IUCN.